# Barnes Glacier
Barnes Glacier är en glaciär i Antarktis. Den ligger i Västantarktis. Argentina, Chile och Storbritannien gör anspråk på området. Barnes Glacier ligger 400 meter över havet.
Terrängen runt Barnes Glacier är huvudsakligen bergig, men åt sydost är den kuperad. Trakten är obefolkad. Det finns inga samhällen i närheten. 